# Szerokość zredukowana

Szerokość zredukowana (β)

Szerokość zredukowana – otrzymujemy ją rzutując punkt prostą przechodzącą przez punkt P równoległą do osi Oz z powierzchni elipsoidy na kulę o promieniu a (długość dużej półosi elipsoidy). Promień wodzący rzutu P* tworzy z płaszczyzną równika kąt β, czyli szerokość zredukowaną.